# 央行金融机构评级
央行金融机构评级，是由中国人民银行推出的金融机构信用评级体系。作为中华人民共和国的中央银行，中国人民银行于2017年12月启动对中国大陆金融机构的评级，重点关注银行的宏观审慎管理要求，以减少金融系统内系统性风险为目的。

## 评级对象
央行金融机构评级适用于银行类和非银行类金融机构，既包括中华人民共和国境内的开发性银行、政策性银行、商业银行、村镇银行、农村合作银行、农村信用合作社等银行类金融机构，也涵盖企业集团财务公司、金融租赁公司、汽车金融公司、消费金融公司等非银行类金融机构。:96

## 体系设置
央行金融机构评级采用数理模型与专业评价相结合的体系。其中，数理模型的建立采用逻辑斯谛回归模型，以中国大陆3541家银行为建模样本，并采集了2010年至2016年的数据，筛选出了资本状况、资产质量、预期损失抵补能力、盈利能力、运营效率、经营规模等指标；而专业评价则包含了公司治理、内部控制、资产管理、资本及其管理、流动性风险、市场风险、盈利能力、信息系统和地方金融生态、非银机构特定风险等方面，并采用打分卡模式。除此之外，非现场监测、压力测试、现场核查中出现的状况也在参考范围内。:117-118:96
| 2018年 | 1 | 2 | 3 | 4 | 5 | 6 | 7 | 8 | 9 | 10 |

| 2019年 | 1 | 2 | 3 | 4 | 5 | 6 | 7 | 8 | 9 | 10 | D |

根据各金融机构所面对的风险高低，中国人民银行将中国大陆的金融机构评为1至10级。其中，被评为8—10级的机构将被归入高风险金融机构行列，中国人民银行将对该机构采取更严格的约束措施:119。
2019年，中国人民银行向该评级体系中新增了“D级”，对应已倒闭、被接管或撤销的金融机构。此类机构在2019年的评级中共出现1家。:96

## 评级应用
根据中国人民银行的说法，央行金融机构评级将被用于对金融机构的宏观审慎评估（MPA），并作为存款保险差别费率核准、货币政策工具、窗口指导、逆周期资本要求等对金融机构宏观管理的依据，督促相关金融机构审慎经营；对于评级在8级及以上的金融机构，该行将在金融政策支持、业务准入、再贷款授信等方面对这些金融机构进行约束:117,119。同时，相应评级结果也将被通报给金融机构所在地政府，推动风险化解属地责任制，并成为对高风险金融机构早期纠正、介入的依据:98。

## 评级结果

### 2018年
2018年第一季度，人民银行完成了对4327家金融机构的评级，其中包含了3969家银行类机构和358家非银行类金融机构。其中，获评为8~10级的银行业金融机构共计420家，占所有参评银行业机构的10.58%，其中含农村信用社235家、村镇银行109家、农村商业银行67家。:118-119
| 评级   | 1 | 2  | 3   | 4   | 5   | 6   | 7   | 8   | 9   | 10 |
| ------ | - | -- | --- | --- | --- | --- | --- | --- | --- | -- |
| 机构数 | 2 | 74 | 331 | 740 | 824 | 901 | 680 | 197 | 165 | 58 |

| 评级区间 | 1 | 2~3 | 4~6 | 7~9 | 10 |
| -------- | - | --- | --- | --- | -- |
| 机构数   | 0 | 35  | 236 | 86  | 0  |

### 2019年
2018年第四季度，中国人民银行完成了对4379家金融机构的评级工作，覆盖了24家大型银行、3990家中小银行和365家非银行机构。其中，8—10级的586家，主要集中在农村中小金融机构。从银行类别来看，外资法人银行和民营银行的评级结果较好，而约有43.3%的农村信用社及32.7%的农村合作银行的评级落于8—10级。同时，与2018年第一季度的评估相比，已有164家金融机构不再是高风险金融机构，评级分布于1—7级间。:96-97
| 评级     | 1 | 2  | 3   | 4   | 5    | 6    | 7   | 8   | 9   | 10 | D |
| -------- | - | -- | --- | --- | ---- | ---- | --- | --- | --- | -- | - |
| 大型银行 | 1 | 11 | 7   | 3   | 0    | 1    | 1   | 0   | 0   | 0  | 0 |
| 中小非银 | 0 | 53 | 317 | 714 | 1153 | 1027 | 504 | 247 | 259 | 80 | 1 |

### 2020年
2020年第四季度，中国人民银行对4399家银行业金融机构实施评级。